# Pulverinjektion
Die Pulverinjektion ist ein in der Entwicklung befindliches Impfverfahren ohne Kanüle, also eine Verabreichungsform für Medikamente. Das Medikament wird in getrockneter oder lyophilisierter Form verabreicht. Die Pulverinjektion ist eine Variante der nadelfreien Injektion. Als nadelfreie Applikationsform ist die Pulverinjektion, wie auch die Jet-Injektion, minimalinvasiv.
Der pulverförmige Impfstoff wird bei der Pulverinjektion mit Hilfe eines komprimierten Gases auf hohe Geschwindigkeit gebracht und dringt auf Grund seiner Masse und Beschleunigung in die Haut ein. Die pulverförmigen Partikel besitzen einen Durchmesser zwischen 20 und 100 Mikrometer. Die Injektion ist nahezu schmerzfrei. Der Impfstoff dringt bis zur Epidermis vor und löst dort im Falle von Impfstoffen die Immunreaktion aus.
Die Genkanone ist eine Methode zur Pulverinjektion von DNA.